# Lista de pinturas de Manuel Henrique Pinto

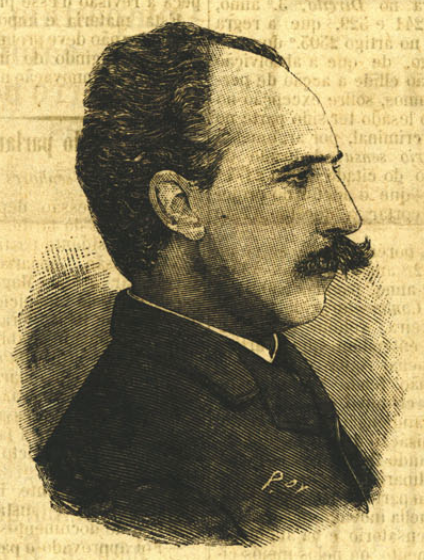
Retrato de Manuel Pinto (1886) de Francisco Pastor Muntó

Esta é uma lista de pinturas de Manuel Henrique Pinto, lista não exaustiva das pinturas deste pintor, mas tão só das que como tal se encontram registadas na Wikidata.
A lista está ordenada pela data da publicação de cada pintura. Como nas outras listas geradas a partir da Wikidata, os dados cuja designação se encontra em itálico apenas têm ficha na Wikidata, não tendo ainda artigo próprio criado na Wikipédia.
Manuel Henrique Pinto (1853-1912) estudou na Academia de Belas-Artes de Lisboa onde teve como professores Joaquim Gregório Prieto, Tomás da Anunciação e Simões de Almeida. Expõe pela primeira vez na 10ª Exposição da Sociedade Promotora, em 1874, e só voltará a expor em 1880. Depois em 1881 iniciam-se as exposições do Grupo do Leão, que irão repetir-se até 1889, participando Manuel Henrique Pinto em todas elas, assiduidade partilhada por Ribeiro Cristino, Malhoa, Silva Porto e João Vaz. Foi incluido por Columbano Bordalo Pinheiro no conhecido retrato colectivo O Grupo do Leão (1885), entre Malhoa e João Vaz, os grandes amigos das jornadas ao «ar-livre».
Na década seguinte vive em Tomar, sendo um dos fundadores do Grémio Artístico, participando em oito das nove exposições deste Grémio entre 1891 e 1899. Enviou A Ceia à Exposição Universal de 1900 em Paris, tela que se perderá em naufrágio, no regresso. Com a viragem do século, é fundador da Sociedade Nacional de Belas-Artes em cujas exposições irá estar presente até à sua morte. M. H. Pinto participa na Exposição Nacional no Rio de Janeiro em 1908 onde recebe a medalha de ouro.
Além da pintura, Manuel Henrique Pinto desenvolve actividade de professor no Ensino Industrial, tal como alguns dos seus amigos do Grupo do Leão. Em 1884 lecciona em Portalegre, na Escola Fradesso da Silveira, depois vai para Tomar, em 1888, onde desempenha o cargo de Director da Escola Secundária Jácome Ratton. Com a Implantação da República Portuguesa vem para Lisboa sendo nomeado director da Escola Marquês de Pombal, de que não chega a tomar posse do cargo por ter falecido, em 1912, após ter passado mais um verão em Figueiró dos Vinhos.
| Imagem | Título                           | Data | Retrata             | Coleção                       | Descrito em |
| ------ | -------------------------------- | ---- | ------------------- | ----------------------------- | ----------- |
|        | A teimosia                       | 1894 |                     |                               |             |
|        | O Convento - Figueiró dos Vinhos | 1897 | Figueiró dos Vinhos | Museu de José Malhoa          |             |
|        | A saída do rebanho               | 1900 |                     | Museu Nacional de Belas Artes |             |
|        | As velhas                        | 1903 |                     | No/unknown value              |             |
|        | Convento de Figueiró dos Vinhos  | 1905 |                     | No/unknown value              |             |
|        | O mirante do Convento            | 1905 | Figueiró dos Vinhos | No/unknown value              |             |
|        | Rua da Cadeia                    | 1905 | Figueiró dos Vinhos | No/unknown value              |             |
|        | Entre o milharal                 | 1907 |                     | Museu Carlos Costa Pinto      |             |
|        | Torre da Cadeia Velha            | 1909 | Figueiró dos Vinhos | No/unknown value              |             |

∑ 9 items.